# ダラム城
ダラム城 （ダラムじょう、Durham Castle）は、イギリス・ダラムにあるノルマン様式建築の城。1840年より全体がダラム大学学生寮となっている。城はダラム大聖堂と共にウェア川を見下ろす丘の上に立つ。

## 歴史
城の原型は、11世紀にイングランド王国北部においてノルマン朝の勢力を投影させるために建てられた。1066年のノルマン・コンクエストの分裂に従い、野蛮で移り気なままの北部イングランドの人口増加があったためである。城は、ノルマン人が好んだ初期モット・アンド・ベーリー型城の秀逸な例である。ダラム司教の聖務所としての城の所有は、アングロサクソン時代から封建的な領主司教であったダラム司教を味方につけて王家の権力を振るおうとした王によって、許可されたものだった。城はダラム司教座となった。

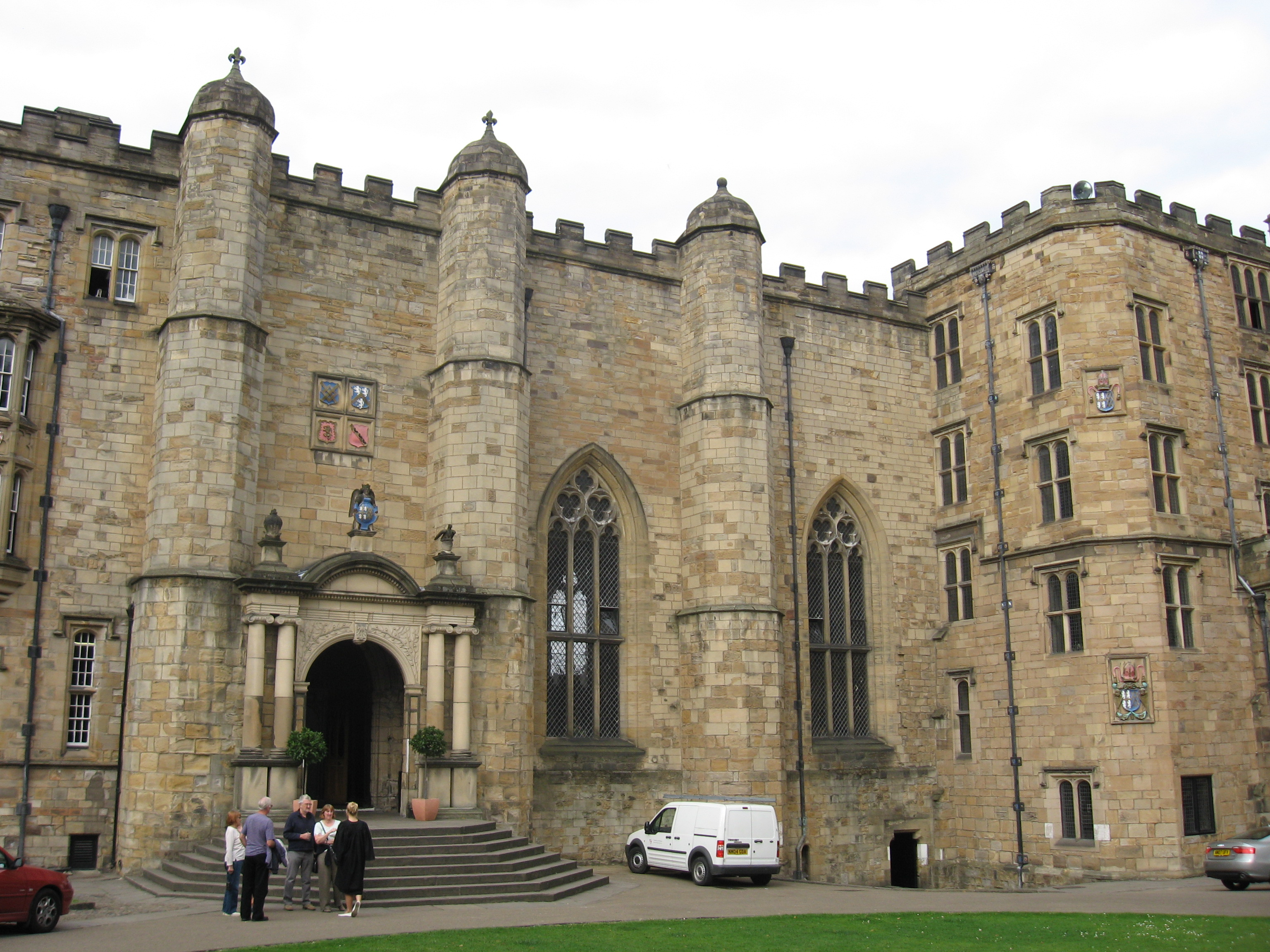
ベック司教の大広間入り口

城は、ダラム司教がビショップ・オークランド（カウンティ・ダラムの町）に司教邸宅をつくるまで、ダラム司教の司教邸宅であった。城はダラム大学学生寮に転用された。
城内には、14世紀初頭に司教アントニー・ベックがつくった広大な大広間（Great Hall）がある。15世紀終わりに司教リチャード・フォックス（のちヘンリー8世に重用され王璽尚書も務める）が縮小するまで、イギリス最大の大広間だった。しかし、今も高さ14メートル、長さ30メートルの広さである。

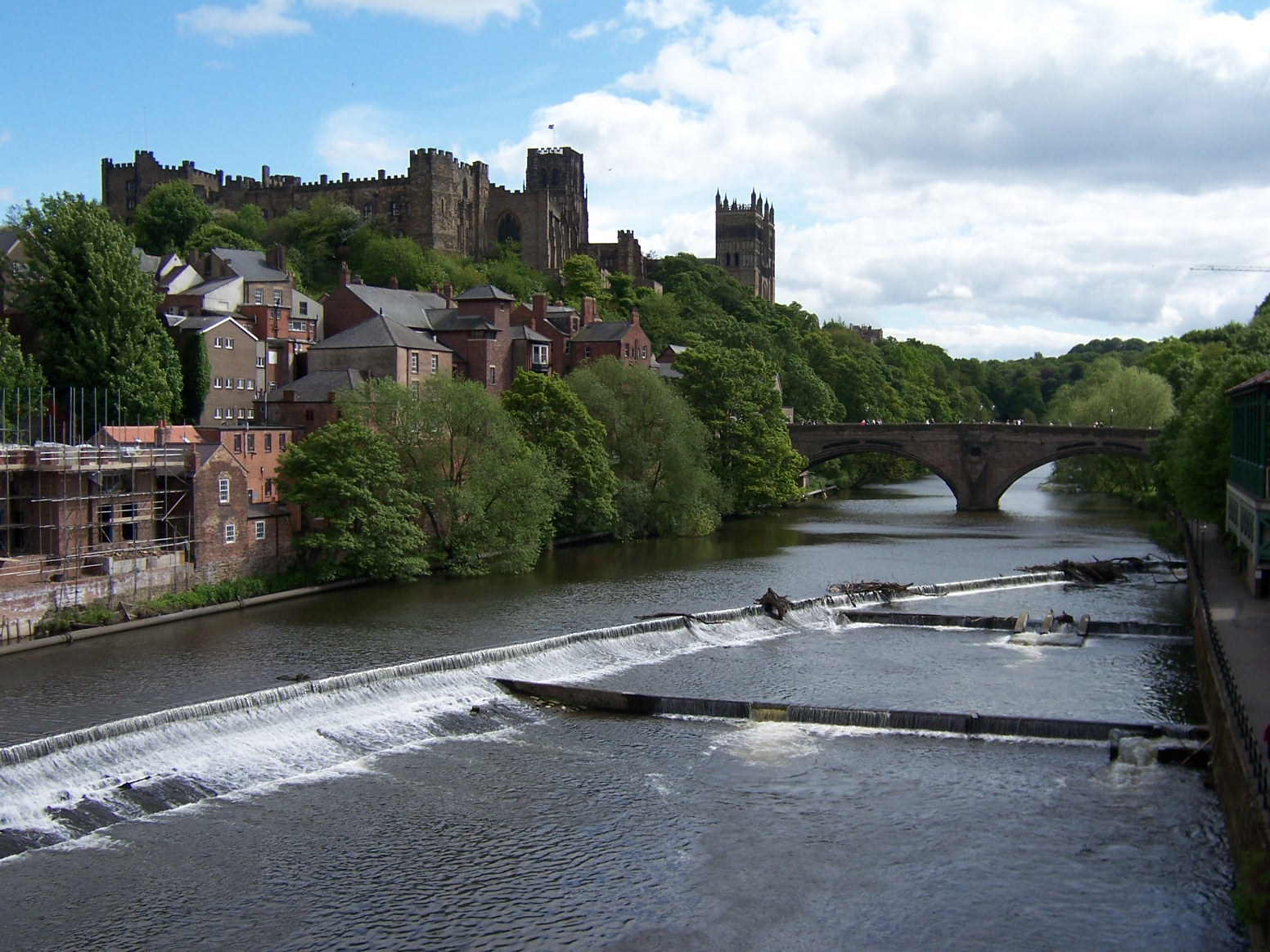
ダラム大聖堂の正面から見たダラム城

## 大学学生寮
1837年、城は主教エドワード・マルトビーにより学生の住居として、新設されたダラム大学へ寄付された。ダラム大学学生寮（University College, Durham）と名付けられた。建築家アントニー・サルヴィンが原型平面図から荒れ果てた要塞部分を再建した。1840年に使用が始まり、城は今も100人以上の学生が住み、その大多数は要塞部分に暮らす。
大学の学生と職員は、食事をベク司教の大広間でとる。大広間の地下室は、もっぱら在学中の学生が第一に利用するバーを備えた談話室となっている。2つある礼拝堂は今も使用されており、どちらも施設として、または演劇活動に利用される。その他の施設には、大学図書館、大学事務室などが含まれる。学生寮が休暇に入ると、大学は城内の部屋を会議（ただし学会である）やホテルのような宿泊施設として使われる。一般人が城に入る手段は、ガイド・ツアーだけに制限される。これらの他、大学の限られた職員や休暇で呼ばれた客人が城を訪問できる。  

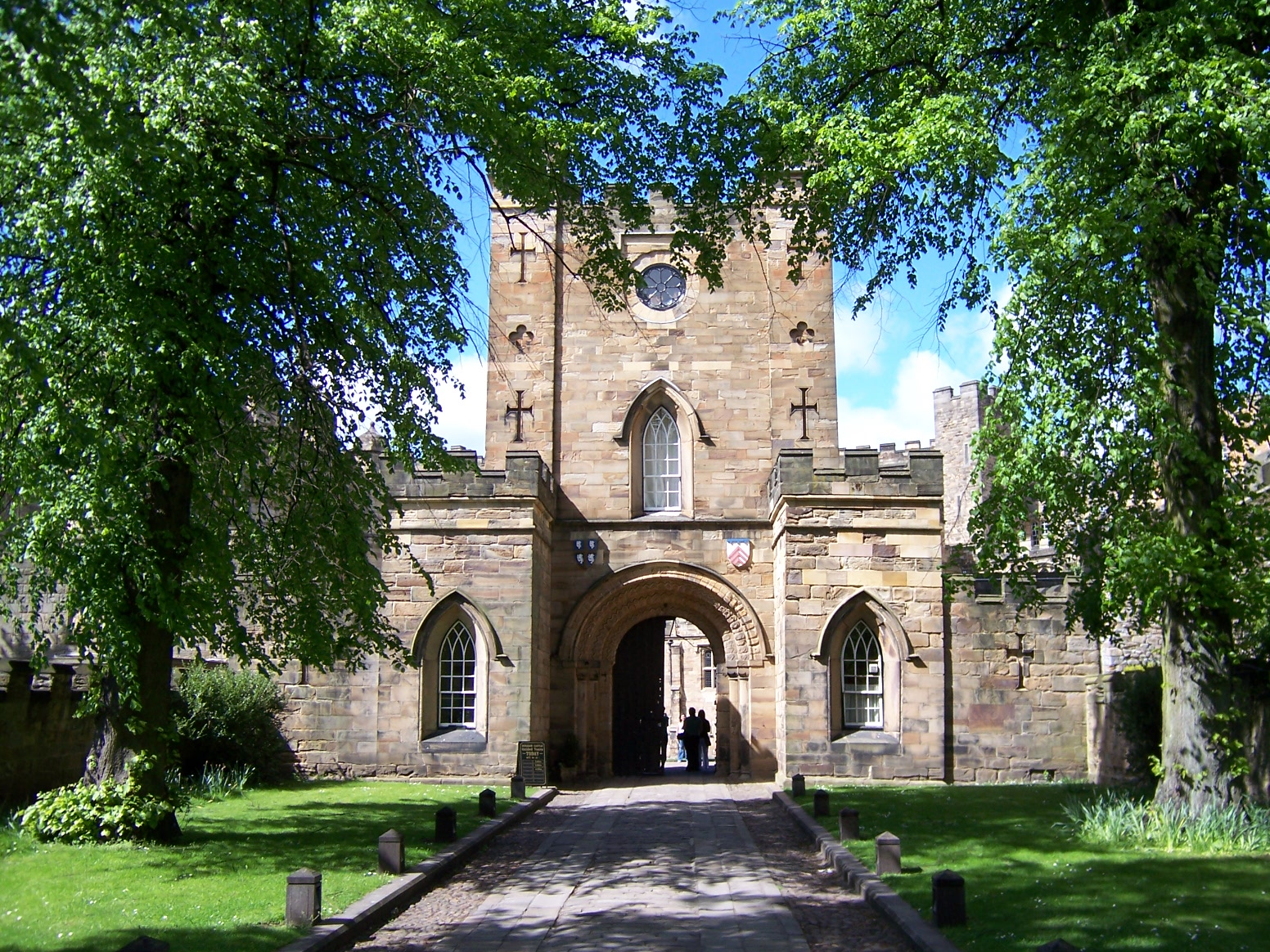
ダラム城入り口

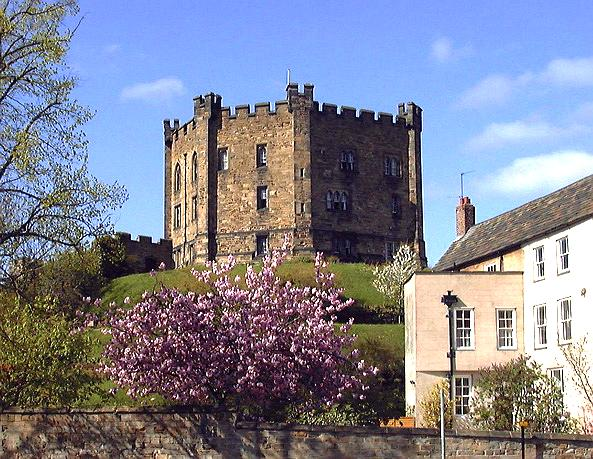
要塞部分から城を眺める

## 礼拝堂
大学は城内の2つの礼拝堂を広範囲に渡り使用している。1つは1078年頃建てられたノルマン様式のノルマン礼拝堂、もう1つは1540年に建てられたタンストールズ礼拝堂（ヘンリー8世時代のダラム司教カスバート・タンストールにちなむ）である。
ノルマン礼拝堂は、城の中で入れる部分としては最古の物である。現実にはアングロサクソン建築だが、礼拝堂を建てようとしてアングロサクソン人労働者が建設を強いられたためである。15世紀、礼拝堂内の3つの窓は、要塞部分拡張のため全てふさがれた。要塞部分から出入りする通廊として使われ出した1814年まで廃棄されたままだった。第二次世界大戦中、礼拝堂の元来の使用法を理解したうえで、礼拝堂はイギリス空軍の司令部と監視所として使われた。 戦後すぐに礼拝堂は聖化され、今も大学によって週課の場として使用されている。
タンストールズ礼拝堂は、先のノルマン礼拝堂よりも大きいことから頻繁に使われている。コジン司教とクルー司教は17世紀後半に礼拝堂を拡張した。礼拝堂後方には、16世紀の数席ある特免室（教会内で飲食の許された場所）がある。これらは、長時間立ったままの人が、上方にカーブした席の出っ張り上で休むことができるよう設計されている。

## 世界遺産

### 登録基準
この世界遺産は世界遺産登録基準のうち、以下の条件を満たし、登録された（以下の基準は世界遺産センター公表の登録基準からの翻訳、引用である）。
- (2) ある期間を通じてまたはある文化圏において、建築、技術、記念碑的芸術、都市計画、景観デザインの発展に関し、人類の価値の重要な交流を示すもの。
- (4) 人類の歴史上重要な時代を例証する建築様式、建築物群、技術の集積または景観の優れた例。
- (6) 顕著で普遍的な意義を有する出来事、現存する伝統、思想、信仰または芸術的、文学的作品と直接にまたは明白に関連するもの（この基準は他の基準と組み合わせて用いるのが望ましいと世界遺産委員会は考えている）。